# Sangiaccato di Mosul
Il sangiaccato di Mosul (in turco ottomano: موصل سنجاغى Musul Sancağı) era un sangiaccato dell'Impero ottomano con la città di Mosul, nell'attuale Iraq, come centro amministrativo.

## Storia
Il sangiaccato fu istituito dopo che Selim I occupò Mosul nel 1516/1517. Fece parte dell'Eyalet di Diyarbekir fino al 1534. Fu poi trasferito all'Eyalet di Luristan, e nell'Eyalet di Baghdad. Durante gli anni 1563-1566 e 1571-1573 fece parte dell'Eyalet di Shahrizor. Nel 1586 entrò a far parte del nuovo Eyalet di Mosul.
Nel 1851 l'Eyalet di Mosul fu sciolto. Il sangiaccato di Mosul non fu annesso a un'altra provincia fino al 1855, quando entrò a far parte dell'Eyalet di Van. Nel 1866 fu trasferito all'Eyalet di Baghdad, che divenne Vilayet di Baghdad nel 1869. Nel 1880 entrò a far parte del Vilayet di Mosul.